# 8 Spruce Street
8 Spruce Street är en skyskrapa ritad av arkitekten Frank Gehry i området Civic Center på nedre Manhattan vid 8 Spruce Street, mellan Nassau och William Street strax söder om City Hall Park och Brooklyn Bridge, i New York.

## Beskrivning
8 Spruce Street är en av de högsta bostadshusen i världen, och var det högsta bostadshuset på västra halvklotet när byggnaden invigdes i februari 2011. Utöver en grundskola samt affärslokaler på marknivå upptas byggnaden helt av bostäder, något som är sällsynt i New Yorks finansdistrikt.
Skyskrapans konstruktion är av armerad betong, och formmässigt faller den inom den arkitektoniska stilen dekonstruktivism.
8 Spruce Street blev utsedd till bästa skyskrapa 2011 av Empori.